# Ian Hilton
Ian Hilton ist ein britischer Kameramann, der zwischen 1978 und dem Jahr 2000 vor allem für seine Arbeit in Fernsehproduktionen bekannt wurde. Darunter Der Mondschimmel, Jim Bergerac ermittelt oder Miss Marple – Die Schattenhand.

## Leben und Karriere
Ian Hilton war seit Ende der 1970er Jahre im britischen Fernsehgeschäft in verschiedenen Funktionen tätig, unter anderem als camera operator und lighting cameraman aber überwiegend als Cinematographer. Ian Hilton begann seine Laufbahn 1978 als Kameramann für die von der BBC produzierten Fantasy-Fernsehminiserie Der Mondschimmel, von der Regisseurin Dorothea Brooking inszeniert und in den Hauptrollen prominent besetzt mit den Schauspielern James Greene, Sarah Sutton, David Haig und Caroline Goodall. Von 1981 bis 1983 betreute er mehrere Episoden der populären britischen TV-Serie Jim Bergerac ermittelt mit John Nettles in der Hauptrolle. 1985 engagierte ihn der englische Regisseur Roy Boulting für den Fernsehfilm Miss Marple – Die Schattenhand mit Joan Hickson in der Rolle der bekannten Romanfigur von Bestsellerautorin Agatha Christie.

## Filmografie (Auswahl)

### Fernsehminiserien
- 1978: Der Mondschimmel (The Moon Stallion)

### Fernsehserien
- 1978–1984: Short Sharp Shock (Fernsehserie, 13 Episoden)
- 1979: Blue Peter Special Assignment (Fernsehserie, 1 Episode)
- 1979: Penmarric (Fernsehserie, 2 Episoden)
- 1979: Friends, Romans, Countrymen (Fernsehserie, 1 Episode)
- 1979–1980: Shoestring (Fernsehserie, 2 Episoden)
- 1980: Nick Lewis, Chief Inspector (Fernsehserie, 1 Episode)
- 1981: When the Boat Comes In (Fernsehserie, 5 Episoden)
- 1981–1983: Jim Bergerac ermittelt (Fernsehserie, 3 Episoden)
- 1983: Only Fools and Horses... (Fernsehserie, 6 Episoden)
- 1985: Panorama (Fernsehserie, 1 Episode)
- 1988: Omnibus (Fernsehserie, 1 Episode)
- 1990: Ben Elton: The Man from Auntie (Fernsehserie, 5 Episoden)
- 1991: Heart of the Matter (Fernsehserie, 1 Episode)
- 1992: Parallel 9 (Fernsehserie, 1 Episode)
- 1994: The Day Today (Fernsehserie, 6 Episoden)
- 1998: Comedy Lab (Fernsehserie, 1 Episode)
- 2000: That Peter Kay Thing (Fernsehserie, 4 Episoden)

### Fernsehfilme
- 1985: Miss Marple – Die Schattenhand (The Moving Finger)

### Fernsehdokumentarfilme
- 1981: In Search of William the Conqueror